# Lai Ching-te

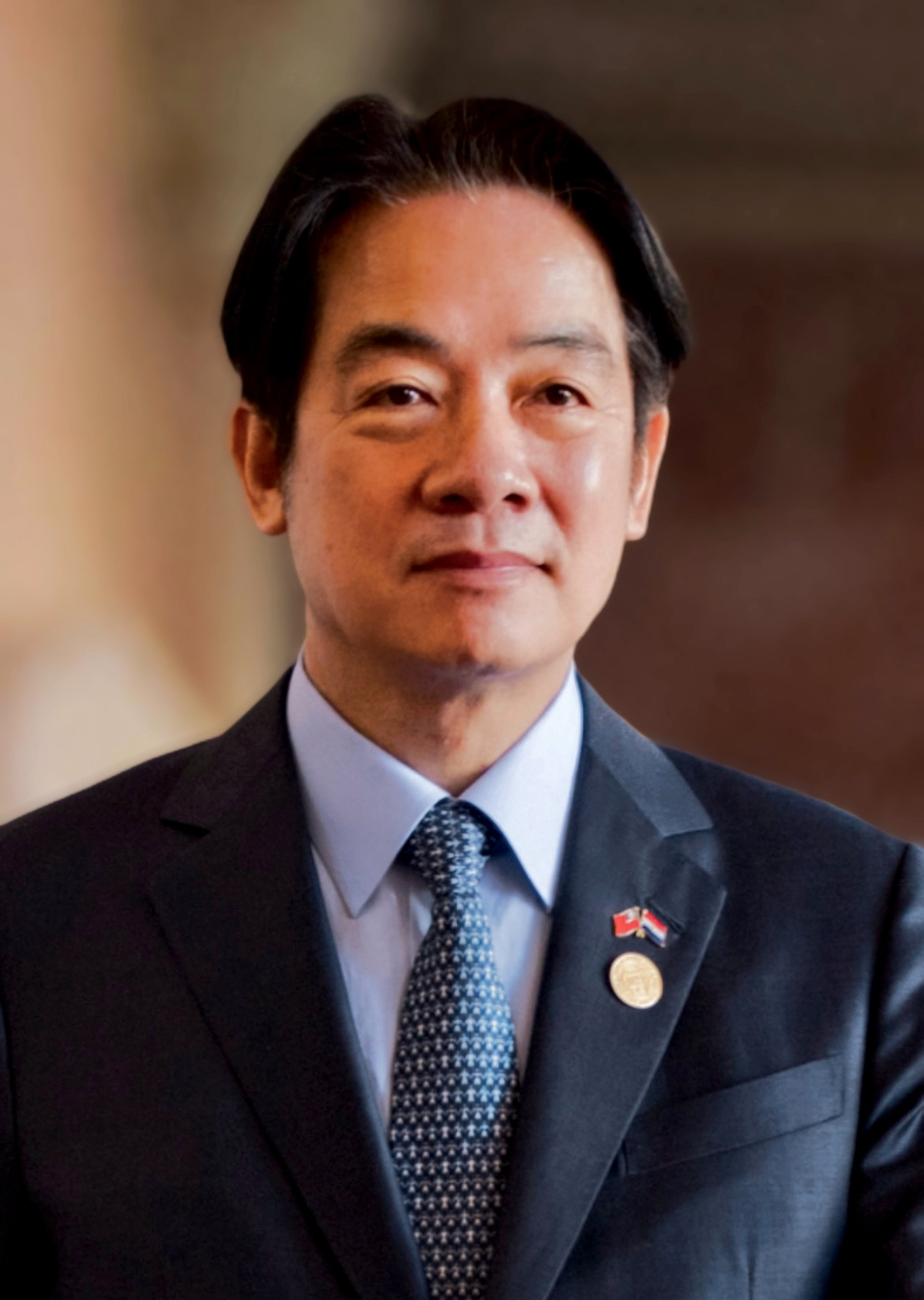
Lai Ching-te (2023)

Lai Ching-te (chinesisch 賴清德, Pinyin Lài Qīngdé, W.-G. Lai Chʻing-tê; * 6. Oktober 1959 in Wanli), auch bekannt als William Lai, ist ein taiwanischer Politiker der Demokratischen Fortschrittspartei (DPP) und seit dem 20. Mai 2024 der amtierende Präsident der Republik China (Taiwan).
Seit dem 20. Mai 2020 war Lai Vizepräsident Taiwans. Zuvor war er Bürgermeister der Stadt Tainan und von Ende 2017 bis Anfang 2019 Vorsitzender des Exekutiv-Yuans und damit Premierminister der Republik China (Taiwan). Die Präsidentenwahl in Taiwan am 13. Januar 2024 gewann Lai Ching-te als Präsidentschaftskandidat seiner DPP.

## Jugend und Ausbildung
Lai Ching-te wurde als eines von sechs Kindern von seiner alleinerziehenden Mutter großgezogen, nachdem er im Alter von zwei Jahren seinen Vater, einen Bergmann, durch einen Unfall verloren hatte. Nach seinem Schulabschluss studierte er Medizinische Rehabilitation an der Cheng-Kung-Nationaluniversität und der Nationaluniversität Taiwan sowie das Fach Public Health an der Harvard-Universität. Nach seiner Rückkehr aus den Vereinigten Staaten arbeitete er als Therapeut an der Klinik der Cheng-Kung-Nationaluniversität und an der privaten Sinlau-Klinik in Tainan.

## Politische Karriere
Im Jahr 1994 arbeitete Lai als Wahlkampfhelfer im Team des DPP-Kandidaten für das Amt des Gouverneurs der Provinz Taiwan, Chen Ding-nan. Nach der Wahl fasste er den Entschluss, selbst in die Politik zu gehen, und wurde im Jahr 1996 in die Nationalversammlung gewählt. Zwei Jahre später wurde er als Vertreter der Stadt Tainan in den Legislativ-Yuan (das taiwanische Parlament) gewählt, dem er bei mehrfacher Wiederwahl von 1999 bis 2010 angehörte.
Im Jahr 2010 trat er als Kandidat seiner Partei bei der Bürgermeisterwahl der Stadt Tainan an und wurde mit 60,41 % der Stimmen zum Bürgermeister gewählt. Im selben Jahr erhielt Tainan den Status einer regierungsunmittelbaren Stadt. Bei der Bürgermeisterwahl im November 2014 wurde Lai mit 72,9 % der Stimmen im Amt bestätigt. Es war der höchste Stimmanteil, den ein Kandidat für das Bürgermeisteramt in einer der sechs regierungsunmittelbaren Städte Taiwans je erhalten hatte.
Überregional erregte Lai im Jahr 2014 Aufsehen, als er sich bei einem Besuch in Shanghai in einer Rede an der Fudan-Universität für das Recht des taiwanischen Volkes auf Selbstbestimmung und damit indirekt für die Unabhängigkeit Taiwans von der Volksrepublik China (siehe Taiwan-Konflikt) aussprach. Lai gehört damit zu den wenigen Politikern, die diesen in der taiwanischen Gesellschaft vorherrschenden Konsens auch bei einem Besuch in China zum Ausdruck brachten.
Am 8. September 2017 wurde Lai von Präsidentin Tsai Ing-wen als Nachfolger von Lin Chuan zum Vorsitzenden des Exekutiv-Yuans, dem Premierminister Taiwans, ernannt. Infolge der schweren Niederlage der DPP bei den lokalen Wahlen im November 2018 kündigte Lai seinen Rücktritt an und übergab das Amt am 11. Januar 2019 an Su Tseng-chang.
Am 18. März 2019 erklärte Lai seine Kandidatur für den DPP-Spitzenkandidatenposten bei der im Folgejahr anstehenden Präsidentenwahl. Bei der Abstimmung vom 10. bis 12. Juni 2019 unterlag er jedoch seiner Gegenkandidatin, der amtierenden Präsidentin Tsai Ing-wen. Im November desselben Jahres verständigten sich die beiden Politiker darauf, dass Lai bei der Wahl an der Seite Tsais als Kandidat für das Amt des Vizepräsidenten antreten werde. Nach dem Wahlsieg am 11. Januar 2020 wurde Lai am 20. Mai 2020 als Vizepräsident vereidigt.
Nach dem Rücktritt Tsai Ing-wens vom Parteivorsitz der DPP am 26. November 2022 infolge der verlorenen Regionalwahlen wurde Lai am 15. Januar 2023 zum neuen Parteivorsitzenden gewählt. Er erhielt 41.840 Stimmen bei einer Wahlbeteiligung von 17,59 %. Da er ohne Gegenkandidat antrat, entsprach dies 99,65 % der abgegebenen Stimmen.
Bei der Präsidentschaftswahl 2024 gewann Lai mit rund 40 Prozent der Stimmen. Am 20. Mai 2024 wurde er in sein Amt eingeführt. Am 4. Juni 2024 gedachte Lai der 1989 niedergeschlagenen Demokratiebewegung auf dem Pekinger Tian’anmen-Platz. Mit Blick auf die Volksrepublik China erklärte er, ein wirklich respektables Land erlaube seinen Bürgern, ihre Meinung zu sagen.

## Politische Positionen und Strategien
Lai ist für seine kritische Haltung gegenüber China und seine Unterstützung für die Unabhängigkeit Taiwans bekannt. Er plant, Taiwans Verteidigung zu stärken, um China von einem Konflikt abzuschrecken, obwohl er es nicht für notwendig hält, Taiwans Unabhängigkeit offiziell zu erklären.
Als Premierminister setzte er sich 2018 dafür ein, Englisch als zweite Amtssprache in Taiwan einzuführen, jedoch wurde dieser Vorschlag bisher nicht umgesetzt.